# Musée des maîtres et artisans du Québec

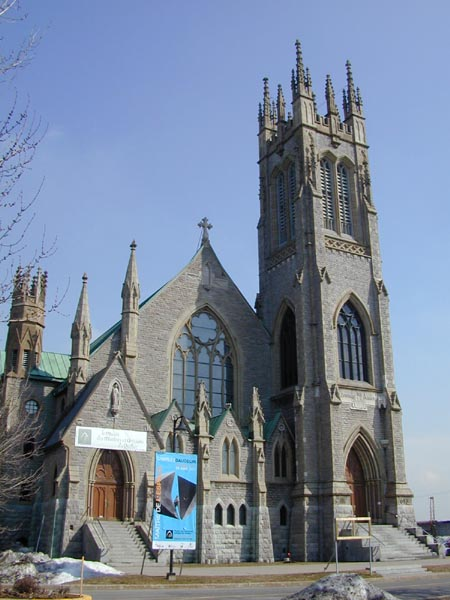
Fassade des Kirchengebäudes, in dem sich das Museum befindet

Das Musée des maîtres et artisans du Québec ist ein Museum in Montreal, das sich mit dem traditionellen Kunsthandwerk der kanadischen Provinz Québec befasst. Es befindet sich im Arrondissement Saint-Laurent an der Avenue Sainte-Croix. Das Museum wurde 1979 eröffnet und ist in einer ehemaligen Kirche untergebracht, die einst im Stadtzentrum stand und 1931 am heutigen Standort wiederaufgebaut wurde.
Die presbyterianische Kirchengemeinde St. Paul, der insbesondere Einwanderer aus Schottland angehörten, beschloss 1865 den Bau einer neuen Kirche am Boulevard Dorchester. Dort entstand bis 1867 nach Plänen des Architekten Frederick Lawford ein Gebäude im neugotischen Stil. Mitte der 1920er Jahre plante die Bahngesellschaft Canadian National Railway (CN) den Bau des Gare Centrale. Damit der neue Hauptbahnhof gebaut werden konnte, musste die Kirche weichen. 1929 erwarb die Kirchengemeinde ein Grundstück neben dem Musée des beaux-arts de Montréal, auf dem bis 1932 als Ersatz die Church of St. Andrew and St. Paul entstand.
Der Abriss der alten Kirche war für das Jahr 1930 geplant. Die Kongregation vom Heiligen Kreuz, die im damals eigenständigen Vorort Saint-Laurent ein Gymnasium betrieb, benötigte eine neue Kirche, in der alle Schüler Platz fanden. Der Orden erwarb das Gebäude auf dem zukünftigen Bahnhofsareal zum symbolischen Preis von einem Dollar. 1931 wurde es zerlegt und am neuen Standort Stück für Stück wiederaufgebaut. Die Säkularisierung des Bildungswesens im Jahr 1967 hatte zur Folge, dass das Gymnasium für die Kirche keine Verwendung mehr hatte. Der Kunstlehrer Gérard Lavallée begann daraufhin, dort Kunstwerke und Artefakte einzulagern. Diese Sammlung bildete 1979 den Grundstein für das Kunstmuseum der Stadt Saint-Laurent. Mit der Zeit kamen zahlreiche kunsthandwerkliche Exponate hinzu. 2002 beschloss das Museum, seine Sammlung vollständig neu auszurichten. Das Museum wurde umgebaut und 2003 unter dem heutigen Namen wiedereröffnet.